# Terminus ante quem
Terminus ante quem, förkortat TAQ, är latin och betyder ungefär "tidpunkt före vilken" (någonting måste ha ägt rum). Det används i betydelsen senast i sammanhang (till exempel inom arkeologi) där man inte exakt kan fastställa en ålder. Om man vid en utgrävning finner ett föremål under ett sediment från en översvämning som man känner tidpunkten på vet man att föremålet är tillkommet terminus ante quem, det vill säga före översvämningen.